# 북부작은개미핥기
북부작은개미핥기는 작은개미핥기속에 속하는 개미핥기의 일종이다. 남부 멕시코부터 북부 안데스까지 고루 분포하고 있다.
혼자서 생활하는 야행성 동물으로, 꼬리를 포함하여 몸길이 100~130cm, 몸무게 3.2~5.4kg 정도로 큰개미핥기보다 작으나 남부작은개미핥기, 애기개미핥기보다 크다. 털색은 개체마다 거의 차이가 나지 않는 편이며 대체적으로 머리와 다리는 베이지색이며 몸통은 검은색에 가까울 정도로 짙은 회색이다. 털빛이 검은 부분은 조끼 모양으로 몸을 둘러싸고 있다. 여타 개미핥기처럼 혀로 개미, 흰개미, 벌 등의 곤충을 탐식한다. 천적은 재규어와 부채머리독수리 등이다.